# 明斯特貝格-奧萊希尼察的揚
明斯特貝格-奧萊希尼察的揚（捷克語：Jan Minsterbersko-Olešnický，1509年11月4日—1565年2月28日），明斯特貝格-奧萊希尼察公爵，卡雷爾一世之子，1536年至1565年在位。
1536年，揚與卡塔齊娜·希德沃菲卡（Katarzyna Szydłowiecka）結婚，兩人的獨子卡雷爾·克里斯托夫於1545年出生。